# 1869
1869 (MDCCCLXIX) var ett normalår som började en fredag i den gregorianska kalendern och ett normalår som började en onsdag i den julianska kalendern.

## Händelser

### Januari
- 1 januari – Hesslemeteoritens nedslag, första bevittnade meteoritnedslag i Sverige

### Mars
- 4 mars
  - Ulysses S. Grant påbörjar sin ämbetstid som USA:s 18:e president, och efterträder därmed Andrew Johanson.
  - Indianarepublikanen Schuyler Colfax blir USA:s vicepresident .
- 6 mars – Dmitrij Mendelejev skapar periodiska systemet.[1]

### Maj
- 10 maj – Första transamerikanska järnvägen knyts samman i Promontory i Utah, USA.[2]
- 15 maj – National Woman's Suffrage Association bildas i USA.

### Juli
- 10 juli – Gävle brinner ner. En av de mest förödande stadsbränderna i Sveriges historia, som lämnar ca 8000 personer utan hem.
- 25–30 juli – Ett stort rättskrivningsmöte anordnas i Stockholm i skandinavistisk anda.

### September
- 1 september – Göteborgs gymnastiksällskap, Sveriges första gymnastikförening, bildas.[3]

### November
- 4 november – Det första numret av tidningen Nature utkommer.

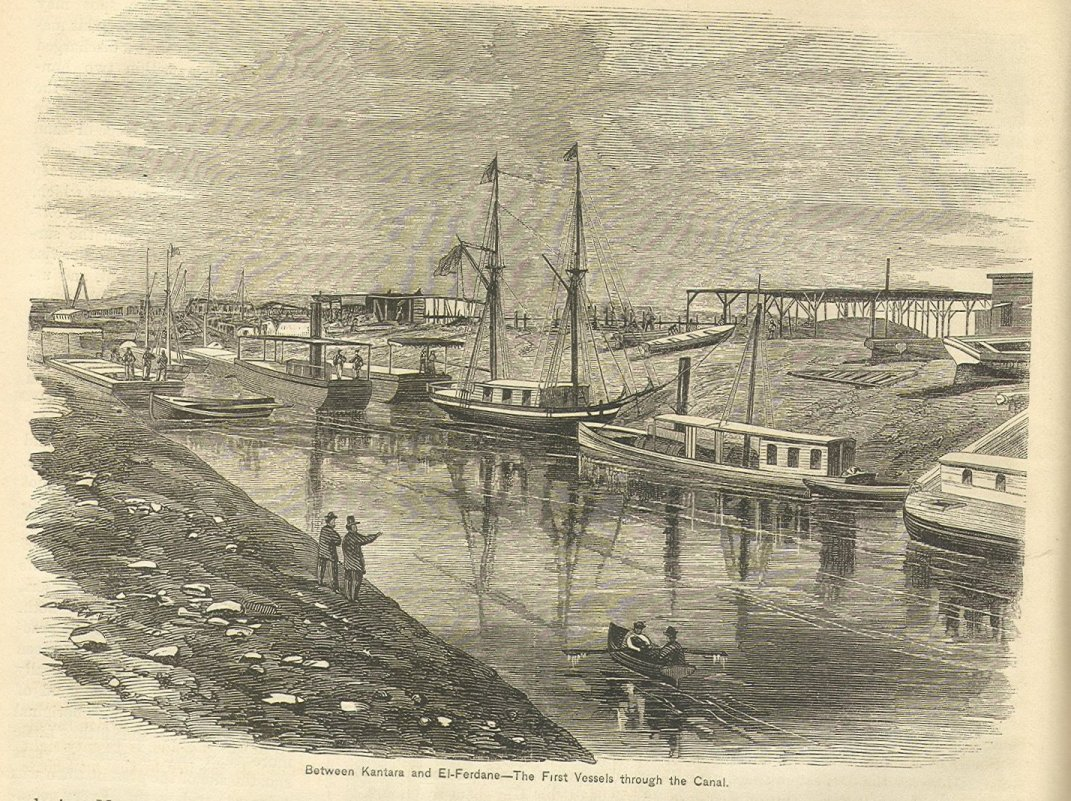
Suezkanalen

- 17 november – Suezkanalen invigs

### December
- 8 december – Påven Pius IX öppnar det första Vatikankonciliet.

### Okänt datum
- Den svenska utvandringen till Nordamerika skjuter fart på grund av missväxten, även om den detta år tar slut.
- En murarstrejk i Stockholm leder fram till det första svenska kollektivavtalet.
- L.O. Smith anlägger en spritförädlingsfabrik på Reimersholme i Stockholm. Efter impulser från Frankrike börjar han där producera varmrenat, finkelfritt konsumtionsbrännvin, vilket blir mycket mindre hälsofarligt än dåtidens vanliga brännvin.
- Margarin och celluloid börjar tillverkas.
- Ladies National Association for the Repeal of the Contagious Diseases Acts bildas.

## Födda

### Första kvartalet

#### Januari
- 22 januari – Grigorij Rasputin, rysk mystiker. (död 1916)
- 25 januari – Lotten Olsson, svensk skådespelare. (död 1949)
- 31 januari – Irvine Lenroot, amerikansk republikansk politiker och jurist, senator 1918–1927. (död 1949)

#### Februari
- 2 februari – Smith W. Brookhart, amerikansk politiker, senator 1922–1926 och 1927–1933. (död 1944)
- 3 februari – Harold Hilton, engelsk golfspelare. (död 1942)
- 4 februari – Bill Haywood, amerikansk socialist och fackföreningsman. (död 1928)
- 9 februari
  - Clarence Morley, amerikansk jurist och politiker, guvernör i Colorado 1925–1927. (död 1948)
  - Anders de Wahl, svensk skådespelare. (död 1956)
- 12 februari – August Ander, svensk lantbrukare och politiker (liberal). (död 1938)
- 19 februari – Arthur Oliver Villiers Russell, brittisk politiker. (död 1935)
- 26 februari – Nadezjda Krupskaja, rysk politiker, gift med Vladimir Lenin. (död 1939)
- 27 februari – Alice Hamilton, amerikansk läkare. (död 1970)

#### Mars
- 3 mars
  - Henry Wood, brittisk dirigent. (död 1944)
  - William M. Calder, amerikansk republikansk politiker. (död 1945)
- 5 mars – Helfrid Lambert, svensk skådespelare och operettsångerska. (död 1954)
- 12 mars – Joseph Sherman Frelinghuysen, amerikansk republikansk politiker, senator 1917–1923. (död 1948)
- 14 mars – Algernon Blackwood, brittisk författare. (död 1951)
- 18 mars – Neville Chamberlain, brittisk politiker, premiärminister 1937–1940. (död 1940)
- 21 mars – Albert Kahn, amerikansk arkitekt. (död 1942)
- 22 mars – Emilio Aguinaldo, filippinsk politiker, Filippinernas president 1899–1901. (död 1964)
- 23 mars – Calouste Gulbenkian, armenisk affärsman och filantrop. (död 1955)
- 25 mars – John Alvin Anderson, svensk-amerikansk fotograf. (död 1948)
- 30 mars – Hubert Henry Davies, brittisk dramatiker. (död 1917)

### Andra kvartalet

#### April
- 8 april – Harvey Cushing, amerikansk hjärnkirurg. (död 1939)
- 9 april – James Thomas Heflin, amerikansk politiker, senator 1920–1931. (död 1951)
- 11 april – Gustav Vigeland, norsk skulptör. (död 1943)
- 12 april – Henri Landru, fransk seriemördare. (död 1922)
- 15 april – Signe Brander, finländsk fotograf. (död 1942)
- 26 april – Albert Gebhard, finländsk konstnär. (död 1937)
- 28 april – Clement Calhoun Young, amerikansk politiker, guvernör i Kalifornien 1927–1931. (död 1947)
- 30 april – Hans Poelzig, tysk arkitekt. (död 1936)

#### Maj
- 5 maj – Hans Pfitzner, tysk kompositör. (död 1949)
- 7 maj – Vilhelm Lundström, svensk riksdagsledamot och klassisk filolog. (död 1940)
- 12 maj – Albert Engström, svensk författare och konstnär. (död 1940)

#### Juni
- 10 juni – William Squire Kenyon, amerikansk republikansk politiker och jurist, senator 1911–1922. (död 1934)
- 25 juni – Heinrich Lüders, tysk indolog. (död 1943)
- 27 juni
  - Emma Goldman, internationell anarkist. (död 1940)
  - Hans Spemann, tysk embryolog, nobelpristagare i medicin. (död 1941)
- 28 juni – Lydia Wahlström, svensk historiker och författare. (död 1954)

### Tredje kvartalet

#### Juli
- 2 juli – Hjalmar Söderberg, svensk författare och journalist. (död 1941)
- 3 juli – Thomas G. Burch, amerikansk demokratisk politiker. (död 1951)
- 20 juli – Jo Byrns, amerikansk demokratisk politiker, talman i USA:s representanthus 1935–1936. (död 1936)
- 29 juli – Ossian Brofeldt, svensk skådespelare och sångare. (död 1936)

#### Augusti
- 7 augusti – Ellen Palmstierna, svensk friherrinna, rösträttskämpe, ordförande och delaktig i grundandet av föreningen Rädda Barnen. (död 1941)
- 11 augusti – Earl L. Brewer, amerikansk demokratisk politiker, guvernör i Mississippi 1912–1916. (död 1942)
- 13 augusti – Tony Garnier, fransk arkitekt. (död 1948)
- 23 augusti – James Rolph, amerikansk republikansk politiker, Kaliforniens 27:e guvernör. (död 1934)

#### September
- 6 september – Felix Salten, österrikisk journalist och författare, upphovsman till Bambi. (död 1945)
- 13 september – Kristen Holbø, norsk målare och illustratör. (död 1953)
- 19 september – Ben Turpin, amerikansk stumfilmsskådespelare. (död 1940)

### Fjärde kvartalet

#### Oktober
- 2 oktober – Mahatma Gandhi, indisk politiker och andlig ledare. (död 1948)
- 6 oktober – Bo Bergman, diktare och ledamot i Svenska Akademien. (död 1967)
- 20 oktober – Johannes Linnankoski, finländsk författare. (död 1913)
- 21 oktober – Stina Berg, svensk skådespelare. (död 1930)

#### November
- 4 november
  - Sigge Wulff, svensk varietéartist. (död 1892)
  - Fritz Schumacher, tysk arkitekt och stadsplanerare. (död 1947)
- 5 november
  - Carl Hallendorff, svensk historiker och skolman. (död 1929)
  - Nicholas Longworth, amerikansk republikansk politiker, talman i USA:s representanthus 1925–1931. (död 1931)
- 10 november – Axel Bildt, svensk affärsman. (död 1944)
- 13 november – Ernst Öberg, svensk skådespelare. (död 1938)
- 21 november – Erik Dan Bergman, svensk journalist och författare. (död 1932)
- 22 november – André Gide, fransk författare, nobelpristagare. (död 1951)
- 23 november – Henri Borel, nederländsk författare. (död 1933)
- 24 november – Óscar Carmona, portugisisk militär och politiker, president 1926–1951. (död 1951)
- 26 november – Maud av Storbritannien, drottning av Norge 1905–1938, gift med Haakon VII. (död 1938)
- 30 november – Gustaf Dalén, svensk ingenjör och fysiker, nobelpristagare. (död 1937)

#### December
- 6 december – Otto Nordenskjöld, svensk upptäcktsresande. (död 1928)
- 13 december – Oliver Shoup, amerikansk republikansk politiker, guvernör i Colorado 1919–1923. (död 1940)
- 18 december – Hilma Borelius, svensk litteraturhistoriker och författare. (död 1932)
- 22 december – Bainbridge Colby, amerikansk demokratisk politiker, USA:s utrikesminister 1920–1921. (död 1950)
- 31 december – Henri Matisse, fransk konstnär. (död 1954)

### Okänt datum
- Josephine Bakhita, sudanesisk slav, barnflicka och helgon. (död 1947)

## Avlidna

### Första kvartalet

#### Januari
- 1 januari – Martin W. Bates, 82, amerikansk politiker, senator 1857–1859.

#### Februari
- 16 februari – Oscar Patric Sturzen-Becker, 57, svensk skald.
- 28 februari – Alphonse de Lamartine, 78, fransk författare och politiker.

#### Mars
- 3 mars – James Guthrie, 76, amerikansk demokratisk politiker, USA:s finansminister 1853–1857.
- 8 mars – Hector Berlioz, 65, fransk kompositör.

### Andra kvartalet

#### April
- 20 april – Carl Loewe, 72, tysk kompositör.

#### Maj
- 10 maj – Bernhard Molique, 66, tysk violinist och kompositör.
- 28 maj – Ernst Wilhelm Hengstenberg, 66, tysk teolog och orientalist.

#### Juni
- 16 juni – Charles Sturt, 74, brittisk upptäcktsresande.
- 28 juni – Thomas R. Ross, 80, amerikansk politiker, kongressledamot 1819–1825.

### Tredje kvartalet

#### Juli
- 22 juli – Henry H. Crapo, 65, amerikansk republikansk politiker, guvernör i Michigan 1865-1869.
- 30 juli – Isaac Toucey, 76, amerikansk demokratisk politiker, USA:s justitieminister 1848–1849, USA:s marinminister 1857–1861.

#### Augusti
- 6 augusti – David J. Baker, 76, amerikansk jurist och politiker.

#### September
- 6 september – Jonathan Worth, 66, amerikansk politiker, guvernör i North Carolina 1865–1868.
- 10 september – John Bell, 73, amerikansk politiker.

### Fjärde kvartalet

#### Oktober
- 8 oktober – Franklin Pierce, 64, amerikansk politiker, USA:s president 1853–1857.

#### November
- 12 november
  - Carl Georg Brunius, 77, svensk klassisk filolog, arkitekt och konsthistoriker.
  - Friedrich Overbeck, 80, tysk målare, tecknare och illustratör.
- 29 november – Giulia Grisi, 58, italiensk operasångerska.

#### December
- 8 december – Narcisa de Jesús Martillo y Morán, 37, ecuadoriansk jungfru och mystiker, helgon.
- 14 december – Pietro Tenerani, 80, italiensk skulptör.

### Fotnoter
1. ↑  Det hände i dag
2. ↑  Järnvägar i historien Arkiverad 12 augusti 2010 hämtat från the Wayback Machine.
3. ↑  Svenska Gymnastikförbundet Arkiverad 24 september 2015 hämtat från the Wayback Machine.